# 作品 (抽象画)
「作品」（さくひん）とは、昭和期に活躍した洋画家山口長男（1902年 - 1983年）の絵画作品。「作品」と題した山口の絵画は複数存在する。

## 1954年作品
1954年（昭和29年）、山口は第1回現代日本美術展に抽象画「作品」を出品し、優秀賞を受賞している。

## 1961年作品
1961年（昭和36年）、第6回日本国際美術展に出品した作品で、この「作品」は、黒い地に黄土色の矩形を配置した抽象画である。現在、東京国立近代美術館（東京都千代田区）の所蔵品となっている。 

## その他
その他、山口長男は「作品」という名の絵画を複数発表しており、うち6点は東京都練馬区の練馬区立美術館の館蔵品となっている
。